# Cielo duro
Cielo duro è un album del gruppo musicale italiano Squallor, pubblicato nel 1988.

## Descrizione
Pur essendo ormai orfani del loro fondatore Daniele Pace, scomparso tre anni prima, gli Squallor ripropongono un album sulla falsariga dei precedenti: un'introduzione che prende di mira lo show business con i suoi rappresentanti, alcuni sketch legati a fatti di cronaca, incisi su basi che riecheggiano a motivi in voga in quel periodo, due o tre canzoni cantate da Totò Savio, una traccia con Pierpaolo protagonista, e alcuni intermezzi che legano i singoli brani: il filo rosso in questo disco è infatti rappresentato da improbabili annunci economici, che fanno il verso tra l'altro alla consuetudine di farli cominciare con le lettere "A.A.A.".
Alcuni chiari riferimenti al momento presente si trovano già dai titoli: Attrazione anale richiama il film Attrazione fatale; Carceri d'oro tratta con ironia il tema della corruzione, in particolare lo scandalo con lo stesso nome che stava divampando da alcuni mesi e che coinvolse il Ministro Franco Nicolazzi; Pierpaolo a Beverly Hills si rifà ai film con protagonista Eddie Murphy; Processo a Miami fa il verso al Processo del lunedì di Aldo Biscardi, e ripropone la gag di improbabili volanti della Polizia, che erano apparse, nello stesso anno e con gli stessi autori, negli sketch di Renzo Arbore nella sua trasmissione Indietro tutta!. Proprio l'artista foggiano è segnalato nei crediti per avere fornito l'ispirazione di Mi ha rovinato il '68, dove Savio dà la voce ai rimpianti di un reduce dell'autunno caldo, alternando la solita ironia a momenti di lucida riflessione.

## Tracce
1. Attrazione anale
2. Carceri d'oro
3. Niro nirò
4. Pierpaolo a Beverly Hills
5. Incubo n° 2
6. Mi ha rovinato il '68
7. C'era un vento quella notte...
8. Processo a Miami
9. L'incompiuta
10. 'Na sera 'e maggio, n'addore 'e rose

## Crediti
- Alfredo Cerruti - voce
- Totò Savio - voce, chitarra